# Gutemberg Freire Régis
Gutemberg Freire Régis (ur. 14 sierpnia 1940 w Lago do Anamã) – brazylijski duchowny rzymskokatolicki, w latach 1978-2007 biskup prałat Coari.

## Życiorys
Święcenia kapłańskie przyjął 22 czerwca 1966. 5 maja 1978 został prekonizowany prałatem terytorialnym Coari. Sakrę biskupią otrzymał 23 lipca 1978. 28 lutego 2007 zrezygnował z urzędu.